# Neuenholte
Neuenholte ist ein Wohnplatz in Hückeswagen im Oberbergischen Kreis im Regierungsbezirk Köln in Nordrhein-Westfalen (Deutschland).

## Lage und Verkehrsanbindung

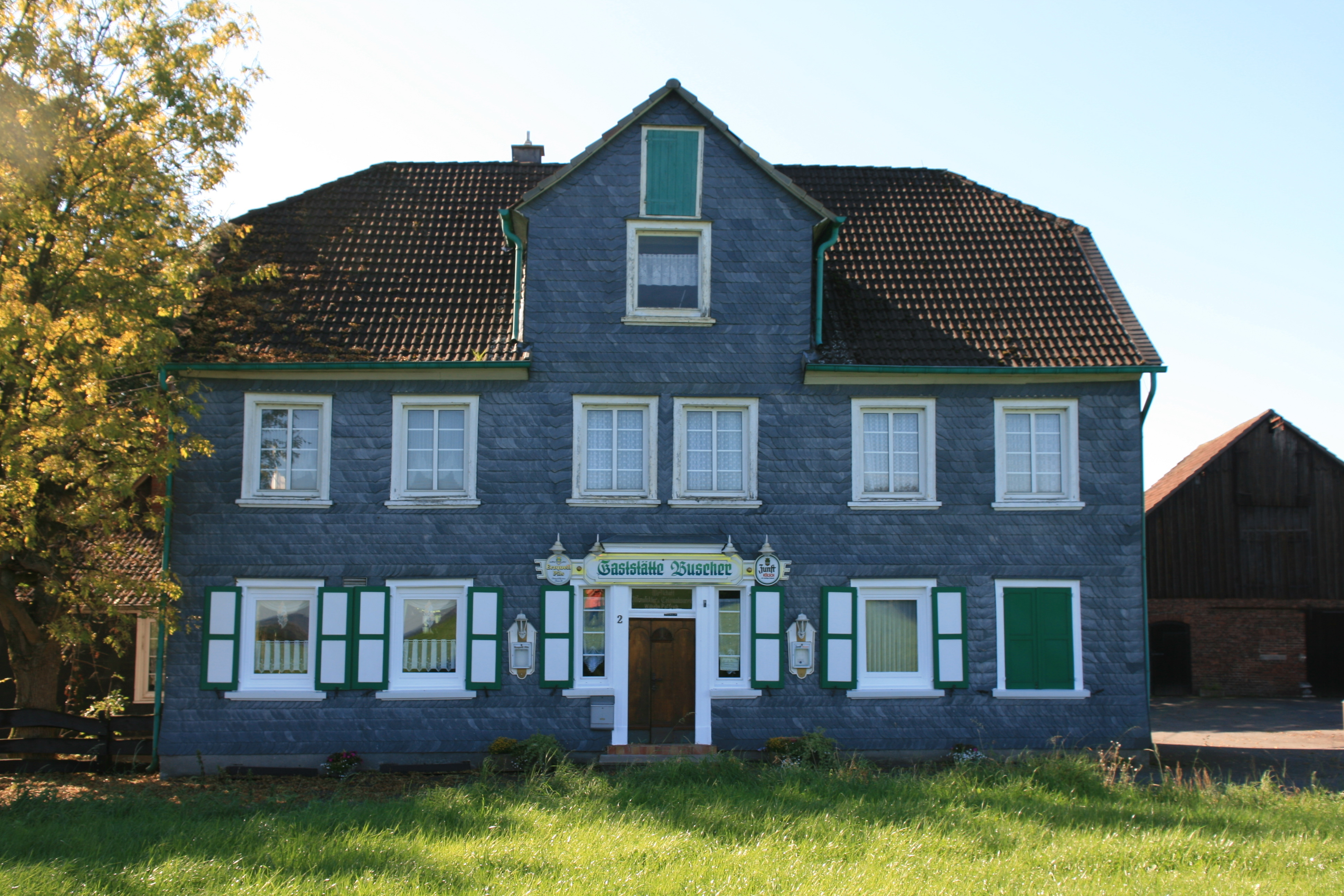
Denkmalgeschützte Gaststätte in Neuenholte

Neuenholte liegt im südlichen Hückeswagen unmittelbar an der Grenze zu Wipperfürth am Rande des Wald- und Naherholungsgebiets Mul. Nachbarorte sind Altenholte, Elbertzhagerhäuschen, Sohl, Grünestraße, Röttgen und Posthäuschen, sowie die Wipperfürther Orte Elbertzhagen und Arnsberg. Neuenholte ist über eine Verbindungsstraße erreichbar, die bei Altenholte von der Kreisstraße K5 abzweigt und zur Bundesstraße 506 bei Wipperfürth-Schniffelshöh führt.
Der Wohnplatz liegt auf der Wasserscheide zwischen Wupper und Dhünn. Im Ort befindet sich die denkmalgeschützte Gastwirtschaft Buscher, ein in der zweiten Hälfte des 19. Jahrhunderts erbautes Wohn- und Geschäftshaus.

## Geschichte
Neuenholte ist eine Gründung aus der zweiten Hälfte des 19. Jahrhunderts. Das benachbarte Holte wurde danach zur Unterscheidung Altenholte genannt.
Im Gemeindelexikon für die Provinz Rheinland werden für 1885 zwei Wohnhäuser mit 18 Einwohnern angegeben. Der Ort gehörte zu dieser Zeit zur Landgemeinde Neuhückeswagen innerhalb des Kreises Lennep. 1895 besitzt der Ort zwei Wohnhäuser mit neun Einwohnern.

## Wander- und Radwege
Folgende Wanderwege führen durch den Ort:
- Der Ortswanderweg ━ von Purd zur Wiebach-Vorsperre
- Der Ortsrundwanderwege A1, A3 und A4 (Mul/Purd)